# Дзвінкий твердопіднебінний проривний
Дзвінкий твердопіднебінний (середньопіднебінний, палатальний) зімкнено-проривний приголосний — тип приголосного звука, що існує в деяких людських мовах. Символ Міжнародного фонетичного алфавіту для цього звука — ɟ, а відповідний символ X-SAMPA — J\.

## Властивості
Властивості дзвінкого твердопіднебінного проривного:
- Тип фонації — дзвінка, тобто голосові зв'язки вібрують від час вимови.
- Спосіб творення — проривний або зімкнений, тобто повітряний потік повністю перекривається.
- Місце творення — твердопіднебінне, тобто він артикулюється середньою, або задньою спинкою язика на твердому піднебінні.
- Це ротовий приголосний, тобто повітря виходить крізь рот.
- Це центральний приголосний, тобто повітря проходить над центральною частиною язика, а не по боках.
- Механізм передачі повітря — егресивний легеневий, тобто під час артикуляції повітря виштовхується крізь голосовий тракт з легенів, а не з гортані, чи з рота.